# 马克特塔申多夫
马克特塔申多夫是德国巴伐利亚州的一个市镇。总面积27.66平方公里，总人口1025人，其中男性528人，女性497人（2011年12月31日），人口密度37人/平方公里。